# 阔片金星蕨
阔片金星蕨（学名：Parathelypteris pauciloba），为金星蕨科金星蕨属下的一个种。

## 扩展阅读
維基物種上的相關：阔片金星蕨